# Helmut Zemo
Helmut Zemo es un supervillano Alemán que aparece en los cómics estadounidenses publicados por Marvel Comics, más comúnmente como un adversario del Capitán América. Él es el hijo del barón Heinrich Zemo. El personaje apareció por primera vez en Captain America # 168 (diciembre de 1973).
En el año 2009, Helmut Zemo fue clasificado por IGN como el 40.º más grande villano de cómic de todos los tiempos. Daniel Brühl interpreta al personaje pero en la versión del Antihéroe en el Universo Cinematográfico de Marvel; en la película Capitán América: Civil War (2016) y es un aliado de ellos, en la miniserie de Disney+ para The Falcon and The Winter Soldier (2021).

## Biografía del personaje ficticio
Helmut Zemo (también conocido como el 13er Barón Zemo) es el hijo de Heinrich Zemo, nacido en Leipzig, Alemania. Su padre le enseñó la idea de que la Gran Raza debería gobernar el mundo. Helmut fue originalmente un ingeniero hasta que se enfureció al leer un informe sobre el regreso del Capitán América y la muerte de su padre. Helmut finalmente seguiría los pasos de su padre como un supervillano usando el dinero de su familia y su propio conocimiento científico para recrear el trabajo de su padre.
Apareció por primera vez bajo el alias del Fénix, y capturó al Capitán América para vengarse de él por la muerte de su padre. Se presume que falleció cuando cayó en una cubeta de Adhesivo X especialmente hervida. Como no había estado usando la máscara cuando cayó en la tina, su rostro estaba horriblemente marcado por el pegajoso Adhesivo X, dándole a su cara la apariencia de cera fundida.
Reapareció años después como el Barón Zemo, primero se alió con Arnim Zola mutado. Luego se alió con Primus I y el mitad rata/mitad humano que muto en Vermin, y secuestraron al amigo de la infancia del Capitán América Arnold Roth para atraer al Capitán América a una trampa. Forzó al Capitán a luchar contra hordas de mutantes antes de revelar que conocía la identidad secreta del Capitán.
Zemo más tarde se encontró con la Madre Superiora y con Cráneo Rojo. Zemo se sometió a la tutela de la Madre Superiora y Cráneo Rojo, y luego secuestró al amigo del Capitán América, David Cox, y le hizo un lavado de cerebro para luchar contra el Capitán. Zemo luego secuestró a Roth nuevamente, y dirigió una recreación mental compartida del último encuentro de Heinrich Zemo en la Segunda Guerra Mundial con el Capitán América. Zemo luego luchó contra la Madre Superiora, pero fue vencido psíquicamente.
En particular, formó una nueva encarnación de los Maestros del Mal. Este cuarto Maestros del Mal se formó para atacar al Capitán América a través de los Vengadores; invadieron y ocuparon la Mansión de los Vengadores y paralizaron a Hércules y al mayordomo de los Vengadores, Edwin Jarvis. Zemo capturó al Capitán América y al Caballero Negro. Zemo luchó contra el Capitán América, pero se cayó del techo de la mansión.
Más tarde, Zemo contrató a la Brigada de Batroc y al detective psíquico Tristram Micawber para que lo ayudaran a localizar los cinco fragmentos de los Bloodstone con la esperanza de devolverle la vida a su padre. Luchando contra el Capitán América y Diamondback, el plan de Zemo fracasó, ya que en su lugar convirtió el cadáver de su padre en una nave para las fuerzas demoníacas que acechan dentro de los Bloodstone. El cuerpo reanimado fue destruido por Crossbones (que intentó robar la piedra de sangre para Cráneo Rojo) y un Zemo angustiado cayó en un volcán inactivo en Japón tratando de recuperarlo.
Zemo sobrevivió a la caída, aunque su mano derecha (que no estaba protegida por un guante) fue horriblemente quemada y destrozada. Enloquecido por la destrucción del cuerpo de su padre, Helmut tomó el control de un ejército de mutantes y trató de volver a esclavizar a Vermin. Fue derrotado por el Hombre Araña y Vermin fue liberado.
Roto y golpeado, Zemo fue engañado por una científica que se hacía llamar "La baronesa" y que se modeló a sí misma después de Heinrich. Los dos se casaron y comenzaron a secuestrar niños maltratados y abandonados para que sirvieran como sus hijos. La cordura de Zemo regresó e incluso creó una nueva máscara realista para ocultar su rostro desfigurado de sus hijos adoptivos, a quienes nutrió y juró proteger de aquellos que podrían devolverlos a sus hogares adoptivos abusivos. La vida pacífica de la pareja finalmente se hizo añicos cuando el Capitán América descubrió su hogar, mientras buscaba a la malvada súper científica Superia. Superia y la Baronesa (quien reveló que había fingido ser la renacida Heinrich Zemo en un cuerpo clónico durante una pelea con Silver Sable y Spiderman) se burlaron de Helmut y su recién descubierto estado doméstico de marido mientras trataban de matarlo. Zemo se volvió hacia su esposa y Superia, antes de centrar su atención en dejar caer al Capitán América en una cuba de Adhesivo X. El plan falló y Zemo (ahora con su capucha de marca registrada) cayó en el contenedor, con la Baronesa (esperando ganarse el favor de su esposo), cayendo tras él. Los dos fueron rescatados por el Capitán América y Helmut se lamentó de que, al igual que su padre, su cara ahora estaba permanentemente oculta por su máscara. El Capitán América respondió revelando que los Vengadores habían encontrado una forma de disolver el Adhesivo X y lo usarían para liberar a Zemo de su traje y capucha, un hecho que lo enfureció aún más debido a que el Capitán América nunca ofreció compartir este removedor de adhesivo con su padre.
Zemo finalmente escapó de la prisión, aunque su esposa, la Baronesa, murió poco después de ser sentenciada a prisión por su papel en el secuestro de los niños que estaban criando. Durante este tiempo, Zemo descubrió que Goliat fue encarcelado en el Microverso y formó una nueva versión de los Maestros del Mal para liberar a Goliat. Pero después de rescatar a Goliat, los Vengadores y los Cuatro Fantásticos desaparecieron durante la crisis del Embate y fueron dados por muertos. Después de escuchar a Beetle (Abner Jenkins) y a Goliath hablar sobre quién reemplazaría a los Vengadores y los Cuatro Fantásticos, un Zemo angustiado pronto encontró un nuevo propósito para su equipo: los Maestros del Mal asumirían nuevas identidades heroicas como los Thunderbolts. Zemo lideraría el grupo bajo el alias de Citizen V (un giro de la ironía ya que Heinrich Zemo había matado al Citizen V original durante la Segunda Guerra Mundial) y planeó hacer que los Thunderbolts se ganen la confianza del mundo para conquistarlo. Al público le gustó mucho más Zemo, que cualquiera de los otros Thunderbolts, y pronto a la mayoría de ellos les gustó la sensación de ser héroes.
Cuando los héroes desaparecidos regresaron, Zemo hizo que se filtraran las verdaderas identidades de los Thunderbolts, forzándolos a huir con él al espacio profundo para ayudar a su plan a conquistar el mundo a través del control mental. Sin embargo, la mayoría de los Thunderbolts se rebelaron y con la ayuda de Iron Man frustraron el plan de Zemo. Zemo se escondió y planeó vengarse de sus excompañeros de equipo (quienes intentaban recuperar la confianza del público al ser verdaderos héroes). Después de que otro de los planes de Zemo fuera frustrado por el Capitán América y un nuevo Citizen V (Dallas Riordan), Helmut fue asesinado por el nuevo Azote del inframundo, aunque su mente fue transferida a través de la tecnología bio-módem en el cuerpo en estado de coma de John Watkins III. Ahora en posesión del cuerpo de Watkins, Zemo volvió a jugar el papel de Ciudadano V, esta vez como miembro del V-Batallón, hasta la batalla final de los Thunderbolts con GravitÓn, durante la cual su conciencia fue removida del cuerpo de Watkins y transferida, en forma electrónica, al "paquete tecnológico" mecánico de su aliado Fixer.
En el mundo artificial Contra-Tierra, el mismo mundo al que los Vengadores y Los Cuatro Fantásticos habían desaparecido previamente, los Thunderbolts se encontraron con la contraparte de Zemo, Iron Cross, en ese mundo. Fixer transfirió la mente de Zemo al cuerpo no mutilado de su doble. Zemo luego asumió el liderazgo de los Thunderbolts que estaban en Contra-Tierra; cuando este grupo se reunió con sus compañeros de equipo que se habían quedado en la Tierra normal del Universo Marvel, Ojo de Halcón reasumió brevemente el liderazgo, pero luego abandonó el equipo para regresar a Los Vengadores.
Durante un tiempo Zemo se mantuvo como el líder de los Thunderbolts. En la serie limitada "Vengadores/Thunderbolts" de 2004, intentó apoderarse del mundo otra vez, esta vez con la creencia de que podría salvar el mundo al tomar el control. Zemo ahora parece estar motivado por un retorcido altruismo en lugar de sus deseos egoístas originales; siente que ha crecido más allá de su padre en ese sentido. Sin embargo, los Vengadores frustraron su plan, su compañera de equipo Moonstone se volvió loca, el nuevo cuerpo de Zemo fue destruido mientras intentaba proteger al Capitán América, y dejó el equipo y se escondió después de obtener gemas alienígenas gemelas de Moonstone, dos artefactos de gran poder.
Zemo había estado manipulando el gobierno de los Estados Unidos, los Nuevos Thunderbolts, el Hombre Púrpura, el Escuadrón Siniestro y una serie de personajes de Marvel relativamente oscuros. Sus objetivos son desconocidos, pero claramente todavía está motivado por el deseo de salvar el mundo al tomarlo, o al menos manipularlo hacia lo que percibe como un futuro beneficioso. Zemo también, aparentemente a través de ensayo y error, aprendió a usar el poder de las piedras lunares de varias maneras, desde simplemente generar energía bruta, hasta transportarse a sí mismo y a otros a través del tiempo, espacio y dimensiones, para ver posibles eventos futuros a través de divisiones dimensionales Y, aparentemente, para reparar su cara dañada (o, al menos, para crear la ilusión de que no estaba dañada). También ha reclutado a miembros de la encarnación original y la posterior de los Thunderbolts para su causa, y finalmente ha traído al equipo actual de Thunderbolts para unirse a él. El grupo reside en lo que Zemo llama su "Castillo Plegable", una estructura que ha conectado a varios otros lugares alrededor del mundo mediante portales dimensionales.
Como resultado de la historia de la Guerra Civil, Iron Man le pidió a Zemo que comenzara a reclutar villanos para su causa, que Zemo había comenzado a hacer antes, desconocidos para Iron Man. Sin embargo, se encontró con el Capitán América y le informó que realmente se había reformado. Le mostró al capitán su cara, una vez más con cicatrices, para recordarle su sacrificio anterior, y le dio una llave que le permitiría escapar de la prisión superhumana que se estaba construyendo si el Capitán América permitiera que sus Rayos lucharan contra el Escuadrón Siniestro. También le dio al Capitán todos sus viejos recuerdos, destruidos por Zemo en 'Vengadores Under Siege', que había retrocedido en el tiempo y rescatado con la ayuda de las piedras Lunares. Finalmente, el Capitán estuvo de acuerdo.
A Zemo, siempre le dijeron de niño que era superior, ahora cree que los ideales nazis de su padre son falsos, y que la única manera de llegar a ser superior es a través de la rectitud. Después de ayudar al Capitán América, comentó al retrato de su padre que el hombre no estaría satisfecho con las buenas obras de hoy. Zemo, una vez más con su rostro sin cicatrices, reveló que Pájaro cantor iba a traicionarlo y que él se sacrificaría en su próxima batalla con el Escuadrón Siniestro. Él le dijo que no moriría, sino que se haría superior a través de su sacrificio "viviendo para siempre".
Zemo ahora ha revelado su verdadera naturaleza en la que salvó la Fuente del Poder del Gran Maestro planea usarlo para sus propios fines. Creyendo que todas sus visiones estaban sujetas al flujo del tiempo, y que nada estaba escrito en piedra, Zemo derrotó al Gran Maestro, y se jactó ante sus compañeros de equipo de que el poder ahora era todo suyo, y el de ellos. Insistió en que lo usaría para ayudar al mundo, a pesar de las consecuencias de hacerlo. Pájaro cantor, que había perdido temporalmente sus propios poderes durante la batalla final, fue informado por Zemo"... ahora es cuando tu traición habría llegado". Sin embargo, la visión de la traición de Pájaro cantor resultó ser cierta después de todo. Utilizando una nota de ópera simple para romper las piedras lunares, Pájaro cantor envió a Zemo a un torbellino de tiempo/espacio cósmico. Justo antes de ser completamente absorbido por el vacío, gritó que "nunca hubiera lastimado a un mundo que trabajó tan duro para salvar".
La serie limitada Thunderbolts Presents: Zemo - Born Better (2007), escrita por Fabian Nicieza y dibujada por Tom Grummett, explora la historia del Barón Zemo. Helmut, atrapado en el vacío, se despierta en la Alemania medieval (1503), presenciando la muerte de Harbin Zemo y su sucesión, mientras que en el presente, el académico Wendell Volker y Reed Richards deducen que Helmut viajó en el tiempo. Capturado y tomado prisionero como leproso, Helmut logra inspirar al nieto de doce años de Harbin, Heller Zemo, a matar a su propio padre, Hademar Zemo, y cumplir su destino como el tercer (y más ilustrado y progresivo) Barón Zemo. Heller entra en la celda oculta para liberar a su "musa", descubriendo que Helmut de alguna manera ha desaparecido. Helmut hace un salto al año 1556 donde lucha junto al hijo de Heller, Herbert Zemo, luego nuevamente a 1640, donde asesina al hijo de Herbert, Helmuth Zemo, y luego a 1710, donde escapa por poco de ser asesinado por el hijo de Helmuth, Hackett Zemo.
Mientras tanto, en el presente, Volker revela que el linaje de Zemo no se limita solo a la familia inmediata de Helmut. De hecho, los descendientes de Harbin están diseminados por todo el mundo. Wendell visita a la señorita Klein, descendiente de un hijo bastardo de Hilliard Zemo, el octavo Barón Zemo y la amante judía Elsbeth Kleinenshvitz. Hilliard se convierte en barón después de la muerte de su padre Hartwig Zemo en la Guerra de los Siete Años. En el pasado, Helmut ve a Hilliard y Elsbeth enamorados, al darse cuenta de que la energía residual de Moonstone lo está atrayendo hacia el presente, pero forzándolo a detenerse y vivir cada momento clave del linaje de Zemo. Helmut logra salvar a Elsbeth, sentenciada a muerte por la Dieta debido a su ascendencia judía y a su familia rica, pero en el presente, Volker mata a su lejano descendiente, convencida de que sus acciones pueden llevar a Helmut a su lugar apropiado en el flujo temporal.
Helmut luego termina en 1879 donde se queda por varias semanas trabajando para ser parte de la guardia de viaje de Hobart Zemo, el décimo Barón Zemo. Hobart muere durante en un levantamiento civil poco después de que el emperador alemán William aprueba una ley para frenar al partido socialista. Helmut salta a tiempo antes de poder salvar a su propio bisabuelo. Helmut llega luego durante la Primera Guerra Mundial durante una batalla entre las fuerzas británicas dirigidas por la Union Jack original y las fuerzas alemanas dirigidas por su propio abuelo, el Barón Herman Zemo, el undécimo Barón Zemo. Helmut atestigua que los hombres de Herman mataron a la mayoría de las fuerzas británicas con gas mostaza. Más tarde, Helmut va con Herman y sus hombres para encontrar el Castillo Zemo reducido a escombros por la guerra. Helmut viaja hacia adelante en el tiempo de nuevo a la tenencia de su padre como nazi durante la Segunda Guerra Mundial.
De vuelta en el presente, Volker descubre que el Castillo Zemo había sido restaurado en el presente. Wendell recorre el castillo con un policía alemán local y el agente Herr Fleischtung de la Interpol, y luego Wendell asesina a ambos hombres. Wendell aparentemente asesinó a varias relaciones de Zemo en la creencia de que este derrame de sangre Zemo traería a Helmut de vuelta al presente.
Después de luchar contra su propio padre en el pasado, dándole la inspiración para tomar el manto de Zemo, Helmut regresa al presente y logra convencer a Wendell de que no lo mate también, en lugar de tomar lo que se descubre que es su primo bajo su ala, mientras se propone hacer algo nuevo para el mundo.
Después de los eventos del crossover Siege como se ve en la historia de Heroic Age, Luke Cage asumió el control de los Thunderbolts e hizo que Fixer se hiciera pasar por Zemo como prueba para ver cuáles de sus nuevos compañeros traicionarían al equipo si se les ofrecía la oportunidad de escapar. Más tarde, se reveló que Fixer mantenía contacto secreto con Zemo mientras trabajaba en la Balsa. Durante los eventos de Fear Itself, Zemo le dio a Fixer información clave sobre el ejército mutante que amenazaba a Chicago.
Después de pasar el tiempo al margen, viendo el ascenso al poder de Norman Osborn con la intención de esperar a ver qué haría Norman con el control de los Thunderbolts y luego S.H.I.E.L.D., Zemo reapareció tras los sucesos del Asedio cuando finalmente Osborn fue derrotado por los Vengadores. Un encuentro casual en la antigua base de los Thunderbolts en Colorado con el Fantasma lo llevó a conocer a Bucky Barnes. Fue la iteración actual del Capitán América. Zemo se enfrentó a su rival y descubrió cómo el hombre había sobrevivido a la trampa mortal de su padre solo para convertirse en el Soldado del Invierno, un asesino soviético entrenado que mató a decenas de personas por varios manipuladores rusos. Pero lo más alarmante fue el hecho de que Zemo descubrió que el Capitán América original no solo había perdonado a su sucesor por los crímenes, sino que los había tapado activamente incluso después de que el Soldado del Invierno hiciera explotar una gran parte de Nueva York, matando a varias docenas de agentes de S.H.I.E.L.D. para restaurar el poder en un fragmento del Cubo Cósmico.
Zemo reclutó a Jurgen "Iron-Handed" Hauptmann (del exilio de Cráneo Rojo), así como a Fixer y una nueva versión femenina de Beetle para exponer los pecados actuales del Capitán América al mundo. Esto incluyó drogar a Bucky con nanites que causó que el Capitán América se comportara irracionalmente y atacara a agentes de policía y filtrados a los medios, no solo archivos detallados que revelaban los actos de terrorismo del Soldado del Invierno como un peón de los rusos controlado por la mente, sino también imágenes de vídeo entrenado por los controladores. Zemo finalmente secuestró a Bucky y se llevó a la víctima de su padre a la isla de Heinrich, que es donde ocurrió la "muerte" original de Bucky. Allí Zemo confesó que hizo lo que hizo, no por el deseo de terminar el trabajo que comenzó su padre, sino por celos de cómo el Capitán América y sus aliados rápidamente perdonaron a Bucky por sus crímenes, sin embargo siguen despreciando al reformado Helmut que tenía salvó al mundo en numerosas ocasiones. Zemo luego forzó a Bucky a caer en una trampa mortal similar a la que su padre puso a Bucky, aunque modificada para permitirle a Bucky una oportunidad de escapar. Zemo luego escapó ileso de la isla.
Desde entonces Zemo ha vuelto su mirada hacia Ojo de Halcón, a quien culpa por usurpar el control de los Thunderbolts de él. Zemo hace un trato con el antiguo mentor de Ojo de Halcón, Trick Shot (cuyo cáncer había regresado) para entrenar al conocido misterioso de Zemo y convertirse en un maestro arquero a cambio de atención médica. Cuando se completó el entrenamiento, Zemo incumplió el trato. Trick Shot (al borde de la muerte) fue entregado a la Torre de los Vengadores para que sirviera de mensaje a Ojo de Halcón. Antes de morir en los brazos de su antiguo alumno, Trick Shot advierte a Ojo de Halcón de la amenaza que pronto enfrentará.
En las páginas de Avengers Undercover, Zemo se ha convertido en el nuevo líder de los Maestros del Mal del Consejo de la Sombra tras la muerte de Max Furia.
Zemo más tarde se convierte en el nuevo líder de Hydra y entra en conflicto con Sam Wilson, el nuevo Capitán América. El uso de la sangre tóxica de un chico Inhumano llamado Lucas, Zemo tiene planes para esterilizar a la raza humana y distribuir una cura a sólo una pequeña parte de las personas infectadas, resolviendo así a la fuerza los problemas del planeta con la superpoblación y la falta de recursos. Luego mata a Ian Rogers, el nuevo Nómada y compañero del Capitán América, cortándole el cuello y enviando una foto a Steve Rogers. Más tarde lucha hasta que Wilson se paraliza hasta que Lucas escapa en un avión a reacción para difundir su sangre en el mundo.
Durante la historia de Avengers: ¡Standoff!, Zemo aparece como un prisionero de la comunidad cerrada establecida por S.H.I.E.L.D. llamada Pleasant Hill donde la tecnología Kobik que se derivó del Cubo Cósmico lo convirtió en un hombre amnésico llamado Jim que más tarde descubrió que Pleasant Hill está rodeado por un campo de fuerza. Brevemente fue testigo de cómo una chica extraña daba vida a un pájaro hasta que algunos adultos se lo llevaban. Luego se encuentra con un mecánico llamado Phil que organiza una reunión después de su actividad incendiaria. El día 40, Jim conoció a Phil, quien creó un dispositivo que permitió a las personas regresar a su verdadero yo. Phil también robó un vídeo de entrenamiento donde la alcaldesa Maria Hill dio un tour de vídeo de Pleasant Hill describiendo a los cadetes de S.H.I.E.L.D. viendo que este es el futuro del encarcelamiento de los supervillanos donde se convierten en civiles de modales suaves utilizando tecnología de deformación de la realidad derivada del Cubo Cósmico llamado "Kobik". Una demostración se mostró cuando Graviton se convirtió en un habitante de Pleasant Hill llamado Howie Howardson. Mientras Phil usa el dispositivo consigo mismo y con Jim para restaurar su verdadera identidad, Jim fue devuelto a Zemo mientras Phil era restaurado de nuevo en Fixer. Ambos prometen usar el dispositivo en los otros prisioneros del supervillano con lavado de cerebro y reducen a Pleasant Hill a polvo. Zemo y Fixer comenzaron a trabajar para restaurar los recuerdos de los reclusos uno por uno. Entonces Zemo lideró un asalto coordinado en un puesto avanzado de S.H.I.E.L.D. que sirve como el Ayuntamiento de Pleasant Hill. Después de que Kraven el Cazador capturara a Kobik, la carga en la máquina de Fixer donde el Barón Zemo planea controlar a Kobik. Durante la pelea de los Vengadores con los aliados de los villanos del Barón Zemo, tanto Zemo como Erik Selvig intentaron hacer que Kobik los acompañara. Kobik terminó teletransportando a Zemo y a Selvig lejos de Pleasant Hill. Fueron vistos por última vez en el Himalaya tratando de hacer su camino de regreso a la civilización. Zemo trae a Selvig con él, donde planea usarlo en uno de sus próximos planes.
Después de dejar el Himalaya, Zemo comenzó a formar su grupo de "Nuevos Maestros" donde comienza reclutando a Firebrand, Flying Tiger y Plantman II. Más tarde se encontrarán con Steve Rogers, el Capitán América original, Free Spirit y Jack Flag. Zemo intenta escapar con el Doctor Selvig hasta que el Capitán América ingrese a su avión. Antes de que pudiera matar a Steve Rogers, Zemo es derrotado por Jack Flag. Después de que Rogers empuja a Jack Flag fuera del avión, hace que el avión se estrelle contra un edificio para matar al doctor Selvig y Zemo. Sin embargo, luego se revela que Rogers mantuvo a Zemo en una celda. Rogers luego logra convencer a Zemo de que eran sus mejores amigos desde la infancia -desde que Kobik reescribió la realidad de Rogers para creer que ha sido agente doble de Hydra desde la infancia- y lo recluta en su misión para matar a Red Skull. Zemo entonces comienza a reclutar a todos los supervillanos que escaparon de Pleasant Hill.
Después de que Rogers mata al clon de Cráneo Rojo en su mansión durante la parte de "Apertura de Salvo" de la historia del Imperio Secreto, Zemo llega con su equipo de supervillanos llamado el Ejército del Mal. Después de que el Ejército del Mal desaparece después de atacar Manhattan, Helmut Zemo usa el Darkhold para mejorar un Blackout lavado de cerebro para cubrir Manhattan en una cúpula de Fuerza oscura mientras atrapa a los héroes allí. Durante la batalla subterránea con Hydra en Washington D. C., Zemo va a despertar al Ejército del Mal de su estasis cuando el Soldado del Invierno llega a tiempo para liberar a Pantera Negra. Ambos detienen a Zemo antes de que él pueda despertar al Ejército del Mal.
Helmut Zemo lleva a Hydra a ocupar Bagalia. En su plan compartido con Dario Agger y la Compañía de Energía Roxxon para que las Naciones Unidas reconozcan a Bagalia como nación independiente, Helmut Zemo selecciona al Mandarín como la cara pública de Bagalia, donde el Mandarín usa el alias de Tem Borjigen. Como parte de su venganza contra Hydra por manipularlo, Punisher encuentra a Mandarin pronunciando un discurso en las Naciones Unidas y dispara una bala especial. Después de usar sus anillos para reducir la velocidad de la bala mientras trataba de desviarla, Mandarin recibe un golpe en la cabeza con la bala que atestigua el Barón Zemo y cualquiera que esté observando su discurso.

## Poderes y habilidades
Helmut Zemo tiene un intelecto superdotado, con cierta pericia científica, excelente puntería y entrenamiento extensivo en combate mano a mano. Él es también un estratega y un líder altamente consumado. Helmut tiene una circuitería en su diadema diseñada para interrumpir la manipulación psiónica. Lleva varios rifles, y algunas veces lleva una pistola de mano para el Adhesivo X, el agente de unión más poderoso jamás inventado. Las piedras lunares le otorgan a Helmut una enorme variedad de poderes sobrehumanos como energía / gravedad / manipulación de la luz, fases moleculares, aumento de fuerza / durabilidad, la capacidad de crear deformaciones espaciales, el poder de volar y más.

## Otras versiones

### Marvel Zombies
En la serie limitada de Marvel Zombies, el barón Helmut Zemo y su equipo de Thunderbolts son vistos atacando a Thor, quien es ayudado poco después por Nova. Zemo aparece antes de la llegada de Nova mientras que Thor destruye a la compañera de Zemo, Moonstone (bajo el nombre en clave Meteorito) al destrozar la cabeza de Meteorito por completo. Su única apariencia es la de él con una máscara rasgada y los dientes y los ojos lechosos de los Marvel Zombies y proclama en voz alta "¡Meteorito!".

### MC2
Helmut Zemo aparece en el universo MC2 en una realidad alternativa en la que Red Skull y los nazis habían conquistado con éxito la Tierra, como asesor científico del sucesor de Skull, Victor von Doom, junto con Reed Richards. Después de la desaparición de Doom de manos de Crimson Curse, los dos comienzan a luchar por la sucesión.

### Ultimate Marvel
En el universo de Ultimate Marvel, se ve al barón Zemo abriendo las puertas a Asgard, que quiere que miles de soldados del Tercer Reich ataquen a Asgard, y también recluta gigantes de hielo. Sin embargo, luego se revela que esta versión es en realidad Loki disfrazado. Su segundo al mando, Helmutt Zemo, un soldado nazi alemán, es quien convocó a Loki hasta el día de hoy usando las Piedras Norn. Tras escapar de la habitación sin puertas, Loki asesina al anciano Zemo.

### Marvel MAX
En Deadpool MAX, una versión muy alterada del Barón Helmut Zemo aparece en la primera historia. Esta versión del personaje es un supremacista blanco estadounidense que dice haber descendido de la nobleza alemana, a pesar de haber venido de una casa de clase trabajadora. Fomenta el odio hacia las minorías debido a que su padre tuvo una aventura amorosa con una mujer negra, así como la creencia irracional de que los médicos judíos mataron a su madre con agua envenenada. Él funda un refugio de supervivencia bautizado como "Whiteland", y planea usar gas sarín en sus propios seguidores para incitar a una guerra racial en todo Estados Unidos. Sus planes se frustran cuando Deadpool se infiltra en el complejo y acusa a Zemo de poseer ascendencia judía, lo que distrae a los esbirros de Zemo el tiempo suficiente para que Deadpool los fusile y luego rompa el cuello de Zemo.

### Viejo Logan
En el universo de Viejo Logan, Helmut Zemo es responsable de la muerte de la mayoría de los Vengadores al poner a los Thunderbolts en su contra. Solo deja a Hawkeye con vida, a pesar de haberle quitado los Thunderbolts. Décadas más tarde, Hawkeye se va de juerga de venganza contra todos los Thunderbolts por su traición. Cuando finalmente se enfrenta a Zemo, encuentra al villano en una silla de ruedas ya que Zemo ha desarrollado ELA. Mientras que Clint inicialmente planeó dejar a Zemo humillado en su condición, en lugar de eso decide disparar docenas de flechas a Zemo usando lo último que podía ver.

## En otros medios

### Televisión
- El Barón Zemo apareció en The Avengers: United They Stand, con la voz de Phillip Shepherd. En el episodio "Decisión de Comando", lideró a los Maestros del Mal contra los Vengadores en venganza por su padre.
- Helmut Zemo aparece en la serie animada Avengers Assemble,[43] interpretado por David Kaye con acento alemán para el Barón Zemo[44] y un estilo americanizado para el debut animado de Citizen V.[45] El personaje aparece por primera vez en Avengers: Ultron Revolution. Al igual que su padre Heinrich Zemo, esta versión es un operativo de alto rango para Hydra. Dado que Helmut había creado un suero imperfecto del súper soldado, utiliza la hipnosis a la antigua para tener al Capitán América volver a representar una pelea contra Heinrich para encontrar el laboratorio de su padre. Después de que el Capitán América finalmente descubriera la ubicación, Helmut se inyecta uno de los dos sueros de súper soldado de Heinrich, efectivamente el gana para sí mismo y gana fuerza y velocidad sobrehumanas. Helmut posteriormente involucra a Iron Man y a la Viuda Negra en una batalla ganadora. El Capitán América, habiendo escapado de la hipnosis, se une a la lucha contra Helmut. Cuando el área inestable cedió, Helmut rechazó la oferta del Capitán América de salvarlo y cayó al océano para recuperar el último suero del súper soldado de su padre. Iron Man no pudo detectar a Helmut debajo de la superficie del océano. Zemo más tarde llevó a los Maestros del Mal a infiltrarse en la Torre Vengadores para recuperar un dispositivo de protección, lo que resulta en una confrontación con Ojo de Halcón. El grupo de Zemo volverá más tarde como los heroicos Thunderbolts con Helmut en su alias de Citizen V, luchando contra varios villanos (como Justin Hammer y Ulysses Klaue) junto a los Vengadores. Mientras se hacían pasar por héroes, Zemo comenzó a elaborar un plan elaborado para destruir a los Vengadores, pero sus compañeros de equipo de los Maestros del Mal habían comenzado a abrazar a sus heroicos personajes por los Rayos cuando los Vengadores llegaron a su guarida secreta. Alterando sus planes, Zemo destruyó su base con Vengadores y Thunderbolts en el interior y sostuvo una declaración pública del "remordimiento" del Ciudadano V como el único héroe que queda, pero los dos grupos revelaron que habían sobrevivido y pudieron vencer a Zemo. Helmut luego usa una máquina del tiempo hecha de Kang el Conquistador La tecnología de traer a su padre desde 1943 hasta el presente para que puedan restaurar el honor del legado de Zemo y conquistar el mundo (a través de Hydra). Durante la pelea entre los Vengadores y los Zemos, Heinrich comenzó a ver a Helmut como una decepción lo suficiente como para utilizar la máquina del tiempo para traer un Zemo del año 2099. Después de que Helmut quedó atrapado bajo algunos escombros, su propio padre se negó a ayudarlo. Después de ser liberado de los restos del Capitán América, Helmut trabajó con el Capitán América para enviar a Heinrich a 1943, lo que también borra la existencia de Zemo del 2099. Como Helmut había cooperado con el Capitán América, no será enviado a la Bóveda. El Barón Zemo aparece luego en Avengers: Secret Wars. Zemo tiene un enfrentamiento con Pantera Negra y Ant-Man mientras obtenía una reliquia de Wakanda escondida por T'Chaka y Heinrich. A pesar de estar facultado por la reliquia oculta (hasta el punto de la locura), es derrotado por los dos miembros de los Nuevos Vengadores. Helmut Zemo aparece posteriormente en Avengers: Black Panther's Quest. Black Panther inicialmente sospecha que está trabajando para el culto tiránico conocido como el Consejo de la Sombra, y lo confronta en su escondite en Europa para obtener información. Zemo revela sus verdaderas intenciones de desear deshabilitar el consejo con la esperanza de evitar que su legado se vincule con el de su padre, y se une a T'challa para derribarlos. En los siguientes episodios se gana la confianza de la realeza de Wakandan y trabaja con ellos para recuperar la llave y apoderarse de la corona de Wakandan, mientras tiene que demostrar su integridad a su enemigo, el Capitán América. En "Descent of the Shadow", Zemo elige traicionar a los Vengadores y usar la corona, sin saber que es fatal para quien la use fuera de Wakanda y sin vibranium. Después de quitar la corona, Madame Máscara y Erik Killmonger lo condenan por su traición, y a pesar de sus súplicas lo arrojan al puente atado, ahogado hasta la muerte.

### Marvel Cinematic Universe
Daniel Brühl retrata una versión muy modificada de Helmut Zemo en medios de acción en vivo ambientados en el Marvel Cinematic Universe. Esta versión es un Barón de Sokovia y ex soldado de operaciones especiales que busca venganza contra los Vengadores por la muerte de su familia a manos de Ultron, quien fue creado por Tony Stark y Bruce Banner.
- Zemo aparece por primera vez en la película de 2016 Capitán América: Civil War.[46][47] En la búsqueda de su objetivo de dividir a los Vengadores y potencialmente hacer que se maten entre sí, rastrea a los agentes retirados de Hydra e incrimina a Bucky Barnes por un atentado con bomba en las Naciones Unidas que mató al rey T'Chaka de Wakanda. Después de Steve Rogers y Sam Wilson traen a Barnes, Zemo se disfraza como el psiquiatra enviado para evaluar a Barnes mientras sus cómplices provocan un corte de energía, durante el cual Zemo usa la información de Hydra que obtuvo para reactivar el lavado de cerebro de Barnes y enviarlo a los Vengadores. En la confrontación, Zemo le insinúa a Rogers que quiere "ver caer un imperio", lo que lleva a Rogers, Wilson y Barnes a creer que Zemo tiene la intención de despertar a cinco Soldados de Invierno dormidos en una base de Hydra en Siberia y usarlos para conquistar el mundo. Sin embargo, una vez que Zemo, Rogers, Barnes y Stark llegan a la base, se enteran de que Zemo mató a los Soldados de Invierno y les muestra una vieja cinta de seguridad que revela que Barnes fue responsable de asesinar a los padres de Stark hace años, que Rogers ocultó a Stark. Mientras los Vengadores luchan entre sí, Zemo se retira e intenta suicidarse. creyendo que su misión está completa. Sin embargo, el hijo de T'Chaka, T'Challa, que buscaba vengar la muerte de su padre, detiene a Zemo y lo lleva ante las autoridades.
- Posteriormente, Zemo aparece en la miniserie de Disney+, The Falcon and The Winter Soldier (2021).[48] En la serie, Zemo usa su máscara púrpura tradicional de los cómics, que no fue representado en Civil War.[49] El episodio 3 de la miniserie, "Los Entretelones del Poder", revela que Zemo proviene de la realeza y tiene el título de Barón en Sokovia. Todavía es rico a pesar de su encarcelamiento en una prisión alemana. Al ser liberado de la prisión por Bucky Barnes, Zemo acepta ayudar a Barnes y Falcon en su persecución de los súper soldados rebeldes conocidos como Flagsmashers. Llevándolos a Madripoor, una isla del sudeste asiático con un gran inframundo criminal, y con la ayuda de Sharon Carter, Zemo, Barnes y Wilson descubren que el suero de súper soldado de los Flag-Smashers fue robado de Madripoor, donde el Power Broker encargó al científico Wilfred Nigel replicar su formula. Zemo y sus aliados escapan de la isla, y Barnes se entera de que las Dora Milaje de Wakanda los persiguen en venganza por la muerte del rey T'Chaka. En el episodio "Verdad", Zemo es entregado a las Dora Milaje y es llevado a La Balsa. Sin embargo, cuando los Flag-Smashers son derrotados en su ataque a la reunión de GRC con el círculo interno capturado, Zemo organiza su asesinato bajo custodia a través de su mayordomo para minimizar la posibilidad de que se reproduzcan sus mejoras del suero del Súper Soldado.

### Videojuegos
- El Barón Zemo aparece en PlayStation, PC, Game Boy y Sega Game Gear Iron Man and X-O Manowar in Heavy Metal como jefe.
- El Barón Zemo aparece como jefe en el juego de Facebook Marvel: Avengers Alliance.
- El Barón Zemo es un personaje jugable en Marvel Avengers Academy.
- Helmut Zemo aparece como un personaje jugable en Lego Marvel Vengadores, con la voz de Robin Atkin Downes. El Barón Zemo aparece a través del paquete DLC "Maestros del Mal", mientras que Citizen V aparece como cortesía del paquete de descarga Thunderbolts.[50]
- Helmut Zemo aparece como un personaje jugable en Lego Marvel Super Heroes 2.[51]
- El Barón Zemo aparece como un personaje jugable en Marvel Contest of Champions.[52]